# Batalla de Vauchamps
La batalla de Vauchamps, uno de los últimos combates de la Campaña de los Seis Días, fue luchada el 14 de febrero de 1814 y tuvo como resultado la victoria de los 18.000 franceses de Napoleón, al derrotar a 30.000 prusianos.
Los prusianos perdieron 9.000 hombres, incluyendo 5.000 prisioneros, y los franceses tuvieron 800 bajas.
A comienzos del año 1814 el ejército del Imperio francés bajo el mando directo del emperador Napoleón I, entraron en guerra para defender el Este de Francia de la coalición de ejércitos invasores comandados por el general Gebhard Leberecht von Blücher. A pesar de luchar en inferioridad, Napoleón logró anotar algunas victorias significativas. El 13 de febrero, recuperándose de derrotas sucesivas, el general Gebhard Leberecht von Blücher obligó a retirarse a Napoleón. El comandante prusiano atacado y empujado hacia atrás por el ejército de Auguste Marmont sucumbió la noche del 13 de febrero. Sin embargo, el emperador vislumbró las intenciones del enemigo y dirigió su poderoso ejército para apoyar a Marmont.
En la mañana del 14 de febrero, Blücher, al mando de un Cuerpo prusiano y ruso, reanudó su ataque contra Marmont. Napoleón llegó al campo de batalla con renovadas fuerzas, lo que permitió a los franceses lanzar un contraataque determinado y hacer retroceder al ejército de Silesia. Blücher se dio cuenta de que estaba ante el Emperador en persona y decidió retirarse y evitar otra batalla contra Napoleón. En la práctica, el intento de Blücher de retirarse demostró ser extremadamente difícil de ejecutar, ya que la fuerza de la coalición estaba ya en una posición avanzada, prácticamente no tenía caballería presente para cubrir su retirada y se enfrentaba a un enemigo que estaba dispuesto a comprometer su numerosa caballería.
Mientras que la batalla real fue corta, la infantería francesa, al mando del mariscal Marmont, y sobre todo la caballería, al mando del general Emmanuel de Grouchy, lanzó una persecución implacable que cabalgaba hacia el enemigo. Retrocediendo en movimiento lento en formaciones cuadradas a plena luz del día y a lo largo de un terreno excelente para la caballería, las fuerzas de la coalición sufrieron fuertes pérdidas.

## Contexto
El 13 de febrero, después de haberse enfrentado en tres exitosas batallas durante tres días contra el ejército ruso y prusiano en Champaubert, Montmirail y Château-Thierry, Napoleón persiguió al enemigo, derrotado.
El mariscal de campo  Blücher, después de varias derrotas consecutivas, decidió retirarse y mover su ejército contra el aislado Cuerpo de Ejército francés al mando del mariscal  Marmont, en Étoges.  Blücher sabía que el cuerpo del ejército de  Marmont estaba debilitado y su plan consistía en destruir y por lo tanto caer sobre la retaguardia de la fuerza principal de Napoleón.
La noche del 13 de febrero, Napoleón recibió informes de que el ejército de Marmont había sido atacado y expulsado de su puesto en Étoges. El emperador dejó Château-Thierry, el 14 de febrero, hacia las 3 de la mañana, dejando una pequeña parte de sus fuerzas al mando del mariscal Mortier, con la orden de continuar la persecución del enemigo. Llevando consigo a la caballería de la Guardia Nacional y la Reserva de Caballería de Grouchy, Napoleón se dirigió a la aldea de Vauchamps.
Mientras tanto, la noche del 13 febrero, reagrupó las fuerzas que pudo reunir en Bergères-lès-Vertus, Blücher había lanzado un ataque contra la división de Marmont, empujándolo fuera de Étoges y avanzando según lo previsto hacia Champaubert y Fromentières, en la retaguardia del ejército de Napoleón.

## Ejércitos implicados

### Reino de Prusia

Prusia en 1871 cuando pasó a ser la cabeza del nuevo Imperio alemán.

Al mando del Mariscal de Campo Gebhard Leberecht von Blücher, comandante de la Prusia y Rusia Ejército de Silesia.
Durante la Batalla de Vauchamps el 14 de febrero, el mariscal de campo prusiano Gebhard Leberecht von Blücher, comandante de la combinación de Prusia y Rusia Ejército de Silesia podía contar entre 20.000 y 21.500 hombres, de tres cuerpos de ejército, desglosados de la siguiente forma:
1. II Cuerpo prusiano, al mando del general Heinrich von Kleist
  1. 10a brigada bajo Pirch I,
  2. Brigada 11 bajo Hans Joachim von Zieten
  3. Brigada 12 bajo el príncipe Augusto Fernando de Prusia
  4. Brigada de Caballería bajo von Hacke
  5. Brigada de Caballería bajo von Röder
  6. Reserva de artillería bajo Braun
2. IX Cuerpo ruso del general Zakhar Olsufiev
  1. Novena división bajo Udom II
3. X Cuerpo ruso al mando del general Kapsevitch
  1. 8 División bajo el príncipe Urusov (o Orosov)
  2. 22a división bajo Turchaninov[1]

### Primer Imperio francés

El Primer Imperio francés, en azul claro los designados estados satélites del imperio.

Al mando el emperador Napoleón Bonaparte, Emperador de los franceses.
Napoleón había dado órdenes para una mayor concentración de fuerzas, que dio lugar a una fuerza de unos 25.000 hombres que se reunieron en esa zona. Sin embargo, de esos hombres, sólo 19.000 soldados llegaron al campo de batalla a tiempo, con no más de 10 000 hombres comprometidos en la lucha real:
1. VI Cuerpo del ejército, comandado por el Mariscal del Imperio Auguste Marmont.
  1. Tercera división bajo Joseph Lagrange
  2. Octava división bajo Ricard
  3. Refuerzos temporalmente adjuntos: 7 ª división Leval bajo
2. Caballería, al mando del general Emmanuel de Grouchy
  1. División de Saint-Germain
  2. Ddivisión Doumerc
  3. División Bordesoulle
3. Guardia de Caballería, al mando del general-Étienne-de Nansouty
  1. 2 División bajo el mando de Charles Lefebvre-Desnouettes
  2. 3 División bajo el mando de Louis Marie Levesque de Laferrière
4. Guardia de artillería, al mando del general Antoine Drouot
5. Guardia de Infantería, al mando del mariscal Prince de la Moskowa,  duque de Elchingen.
  1. Primera división Vieja Guardia bajo el mando de Émile Friant
  2. Segunda división Joven Guardia bajo el mando de Curial.[1]

## Batalla

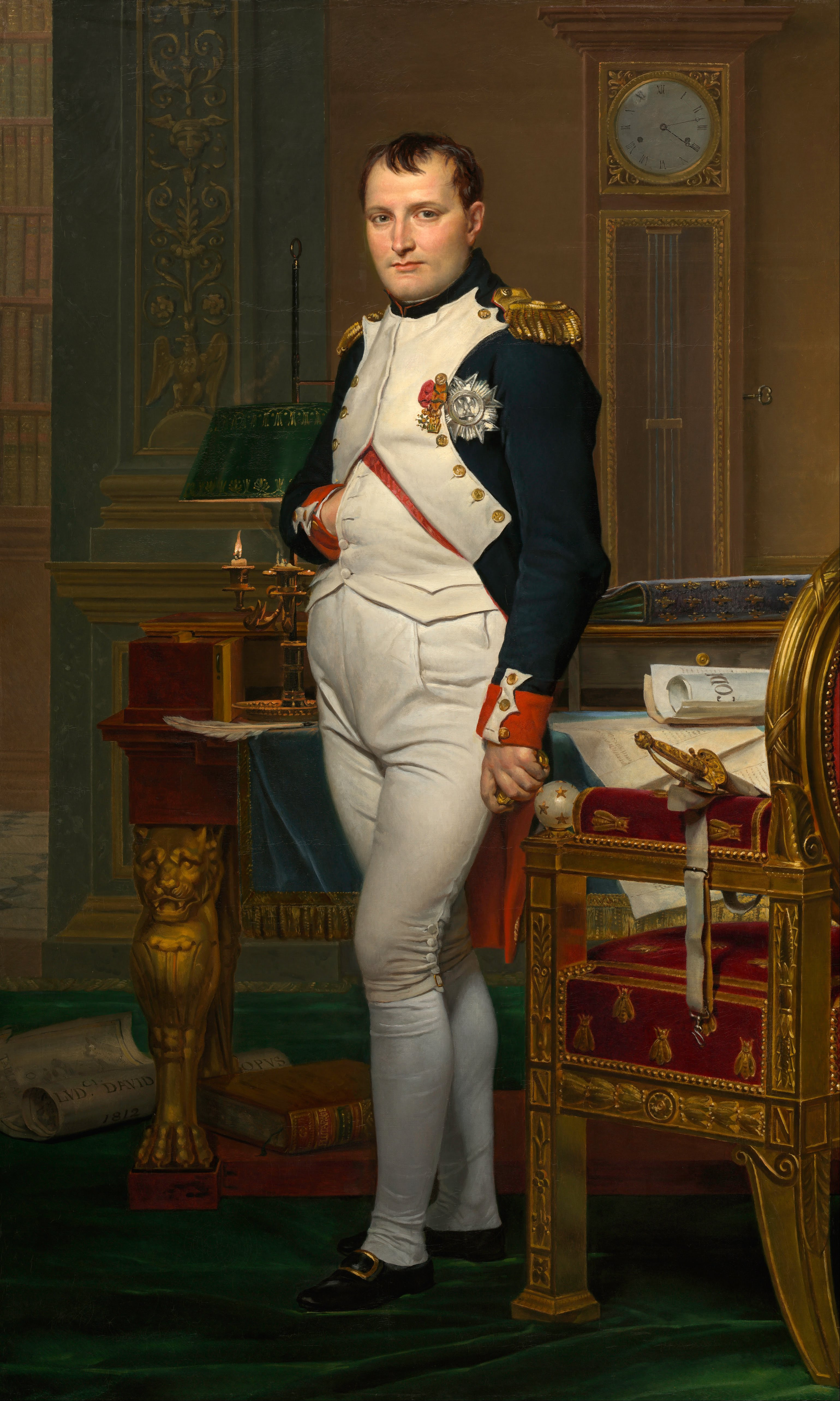
Napoleón Bonaparte, Emperador de los franceses, al mando de las fuerzas francesas

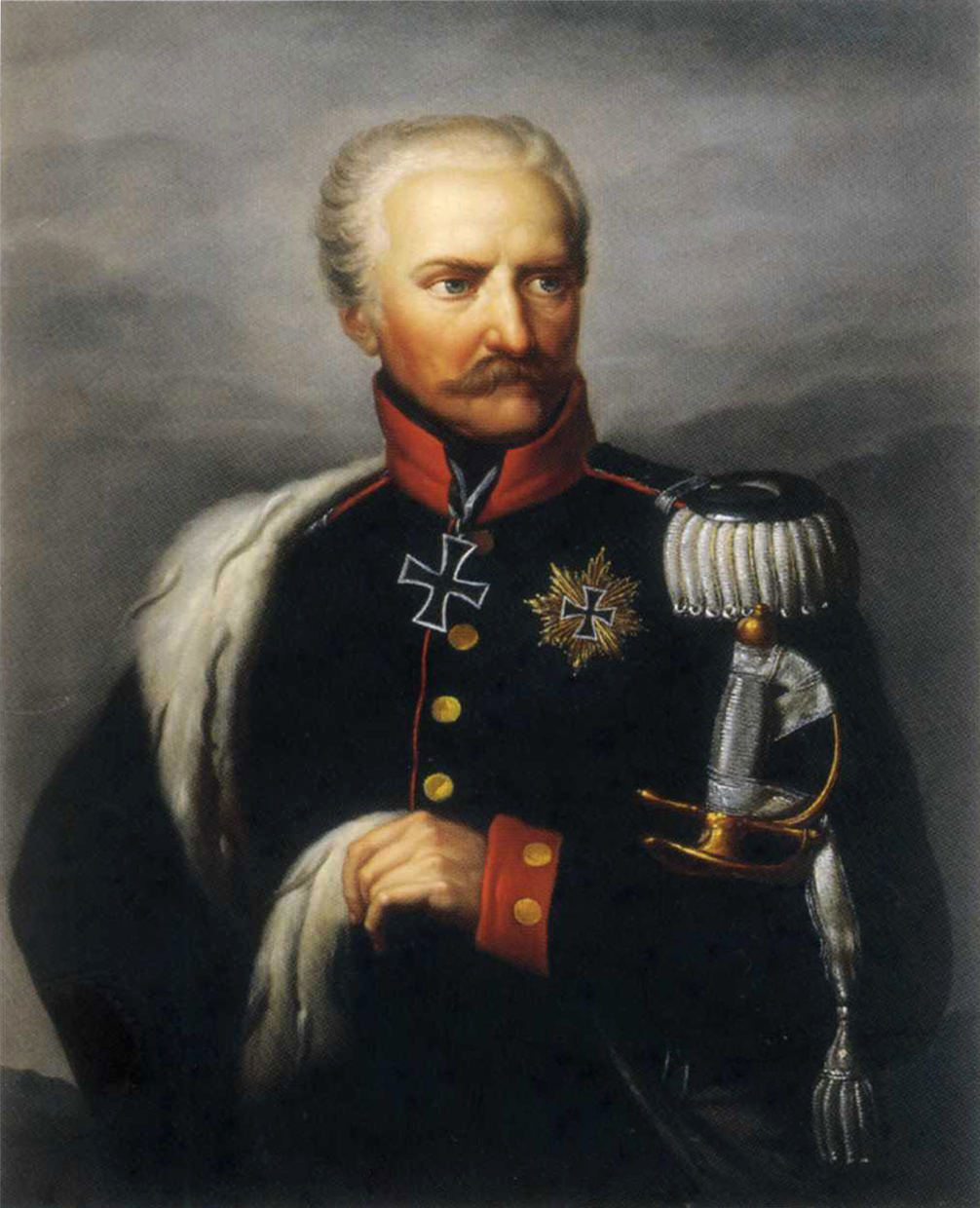
Mariscal de Campo Gebhard Leberecht von Blücher, comandante de la Prusia y Rusia "Ejército de Silesia".

### Ventaja prusiana
Habiendo comenzado a hacer retroceder el debilitado VI Cuerpo de Auguste Marmont del ejército francés, Gebhard Leberecht von Blücher ocupó Champaubert a primeras horas del 14 de febrero, enviando a su vanguardia hacia adelante, hasta el pueblo de Fromentières y luego Vauchamps. Auguste Marmont, al mando de la división Lagrange y 800 hombres de la división Ricard, había retirado prudentemente sus hombres hacia Montmirail, donde comenzó a recibir refuerzos.
Hacia las 9 de la mañana, Gebhard Leberecht von Blücher establecer Zieten brigada de caballería y algunos en marcha de Vauchamps hacia Montmirail. Para su sorpresa, los hombres de Auguste Marmont no ceden terreno en esta ocasión y vigorosamente contraatacan, empujando a las tropas de Zieten en retirada. La caballería prusiana fue dispersada por un cañonazo francés violento. Con ya dos brigadas en el pueblo de Vauchamps de la división disponible Ricard, Auguste Marmont lanzó sus hombres contra la posición de Prusia en Vauchamps, con la brigada de primera a su derecha, avanzando bajo la cubierta del bosque Beaumont, al sur de la carretera Montmirail-Vauchamps y la brigada de segundo a su izquierda, al norte de la carretera, avanzando frontalmente hacia la posición. Auguste Marmont iba escoltado por su propio escuadrón de caballería y cuatro escuadrones de élite imperial de guardia de escolta del propio Emperador. La Brigada más a la izquierda de Auguste Marmont entró en Vauchamps, pero con la ayuda del pueblo y con un varios defensores prusianos, los franceses fueron rechazados y perseguidos. El Mariscal Auguste Marmont lanzó entonces sus cinco escuadrones para el rescate y la caballería rápidamente obligó a los prusianos de vuelta a la aldea, con uno de sus batallones hechos prisioneros, después de haberse refugiado en una granja aislada.

### Ventaja francesa
Zieten decidió dar marcha atrás a sus fuerzas hacia el pueblo de Fromentières. Allí, Zieten fue acompañado por los generales Kleist y Kapsevitch, quien, después de haber oído el sonido de las armas, había empezado a mover su respectivo Cuerpo de Ejército en esa dirección, que viene de Champaubert.
Los franceses también avanzaron con dos divisiones (Marmont de Lagrange y Ricard) en la búsqueda de Zieten, a lo largo de la carretera a Fromentières. Marmont fue apoyado ahora a su izquierda por el general Emmanuel de Grouchy, que acababa de llegar al campo de batalla con las divisiones de Saint-Germain y Doumerc, moviéndose más allá de la aldea de Janvilliers, a fin de cortar la retirada de Zieten.
Otros refuerzos franceses estaban ahora disponibles, esta vez en Marmont: la división de Leval, que había ido subiendo el valle del río Petit Morin, en un intento de desbordar a los prusianos. Con la artillería de la Guardia Imperial francesa y ahora también desplegó a disparar contra ellos, prusianos Zieten retiró en buen orden, formado en las plazas para defenderse de caballería de Grouchy.
Hacia las 2 de la tarde, después de evaluar la situación, Gebhard Leberecht von Blücher se dio cuenta de que se enfrentaba a Napoleón Bonaparte y así decidieron retirarse inmediatamente. Ordenó que todas sus fuerzas se retiraran a través de Champaubert y dirigió una parte de su artillería a la seguridad, a Étoges.

## Balance
La batalla no era más que nada una persecución de caballería muy larga y fue una derrota muy costosa para Blücher "Ejército de Silesia", que perdió hasta 10 000 hombres.
El escritor francés Jean-Pierre Mir afirma que el cuerpo prusiano de Kleist tenía 3500 hombres fuera de combate (muertos, heridos y desaparecidos), así como 2.000 prisioneros. Según este autor, el Cuerpo de Rusia contaba con unos 3500 hombres, entre muertos, heridos o desaparecidos y también perdieron 15 cañones y banderas 10.
El historiador Alain Pigeard sitúa las pérdidas totales del Ejército de Silesia entre 9.000 y 10 000 hombres, pero el detalle de estas pérdidas parecen sugerir más. Pigeard habla de sólo 1.250 hombres entre muertos, prisioneros heridos o desaparecidos y 2.000 para los prusianos, y de 2.000 hombres perdidos para los rusos. Pigeard afirma también que estas muertes se produjeron durante la búsqueda, es posible que estas cifras no tienen en cuenta las bajas sufridas durante los actos iniciales de esta batalla (un batallón de la brigada de Zieten capturado, además de los 2.000 prisioneros tomados durante Grouchy y Nansouty del conjunto acción contra Zieten). Según Pigeard, los franceses registraron muy pocas bajas, alrededor de 600 hombres.
El historiador militar Jacques Garnier, el análisis de la batalla en el Dictionnaire Jean Tulard de Napoléon, señala que sólo el terreno fangoso, mojado, lo que dificulta una implementación eficiente de la artillería y la infantería francesa, impidió una victoria mucho más enfático. También señala que después de Vauchamps, Napoleón fue capaz de convertir de manera segura sur y caer sobre el "Ejército de Bohemia", al mando del Príncipe de Schwarzenberg.